# Шумилов, Иван Леонтьевич
Ива́н Лео́нтьевич Шуми́лов (5 октября 1919 года — 17 мая 1981 года) — русский советский писатель-фронтовик, поэт, командир партизанского отряда «Сибиряк» в Белоруссии, автор записок «В тылу врага», романа «Жажда», повестей и рассказов, сотрудник газеты, школьный учитель.

## Биография
Родился в селе Ильинка Павловского района Алтайской губерния, (ныне Шелаболихинский район Алтайского края). Был пятым  из 11-ти детей в семье. Отец — Леонтий Ефимович Шумилов, мать — Федосья Андреевна. Окончив четыре класса сельской школы, работал в местном колхозе на должностях учётчика, счетовода и почтальоном. После окончания семилетки учился в Барнаульском торгово-кооперативном техникуме на учётно-экономическом отделении, работал бухгалтером в селе Ключи. В 1939 году Шумилов поступил на факультет русского языка и литературы в педагогический институт, но затем был призван в армию.
Встретил Великую Отечественную войну в приграничном округе, недалеко от города Молодечно. В июле 1941 года попал в окружение и в плен под Гродно. Через несколько дней совершил вместе с двумя товарищами побег и присоединился к партизанскому отряду. Сражался в составе отряда рядовым, командиром взвода. В 1943—1944 годах возглавлял штаб партизанского отряда «Сибиряк» в Барановичской области, затем стал его командиром. В это время начал вести дневник о жизни партизанского отряда; этот материал был впоследствии положен в основу записок «В тылу врага».
За боевые заслуги был награждён Орденом Красной Звезды и медалями.
В 1946 году возвратился в Ильинку, где работал учителем, завучем и директором школы. В 1960 году переехал с семьёй в село Павловск, был сотрудником районной газеты «Новая жизнь».
Первый рассказ Ивана Шумилова был опубликован в 1948 году в литературном альманахе «Алтай». Членом Союза писателей России стал в 1979 году. Умер в 1981 году. Похоронен в Павловске.

### Публикации в периодических изданиях и сборниках
- Как мы захватили плацдарм: из кн. «В тылу врага» // Библиотека «Писатели Алтая». — Барнаул, 1998. — Т. 1: Справочный том. — C. 440—449: портр. — Крат. биогр.
- Песня о Павловске: стихи // Новая жизнь. — Павловск, 1998. — 15 авг.
- Мой меднолицый брат; У Сычевой забоки // Алтай. — 2002. — № 6. — C. 69-75.